# Eurycorypha meruensis
Eurycorypha meruensis är en insektsart som beskrevs av Sjöstedt 1909. Eurycorypha meruensis ingår i släktet Eurycorypha och familjen vårtbitare. Inga underarter finns listade i Catalogue of Life.